# Ecgwine
Ecgwine (auch Egwin, Æcgwynus, Egguuinus; † 30. Dezember 717) war von 693 bis 717 der dritte Bischof von Worcester und Gründer des Klosters von Evesham im Königreich Hwicce.

## Leben
Der historische Ecgwine wurde aus zeitgenössischen Quellen nur spärlich überliefert. Die älteste „Biografie“ ist eine Legendensammlung und stammt von Byrhtferth, einem Mönch und Hagiographen des 11. Jahrhunderts.
Ecgwine soll aus dem Königshaus Mercias stammen. Er hatte dem Weltlichen entsagt und führte zurückgezogen ein frommes Leben, als er um 693 vom König und der Geistlichkeit gedrängt wurde, als Nachfolger Oftfors Bischof von Worcester zu werden. Als Bischof widmete er sich der Missionierung des Volkes, der Kirchendisziplin und unternahm eine Pilgerfahrt nach Rom. Der Legende nach soll er sich vor der Pilgerreise Fußfesseln angelegt und den Schlüssel in den Fluss Avon geworfen haben. In Rom angekommen konnte er die Fessel lösen, da ein Fisch, der den Schlüssel verschluckt hatte, im Tiber gefangen wurde.
Der Hirte Eof (auch Eoves) berichtete ihm von einer Marienerscheinung. Als Ecgwine sich den Ort zeigen ließ, erschien auch ihm Maria und befahl ihm, ein Kloster zu errichten. Im Jahr 706 bedurfte Æthelweard als subregulus (Unterkönig) der Zustimmung des Königs Cenred von Mercia, um Ländereien für den Klosterbau in Evesham an Bischof Ecgwine zu verschenken. Im Jahre 709 unternahm Ecgwine eine zweite Pilgerfahrt nach Rom, auf der ihn Cenred, der als König zurückgetreten war, und König Offa von Essex begleiteten. In Rom verlieh ihm Papst Konstantin I. umfangreiche Privilegien für Evesham Abbey. Eine Urkunde des Königs Æthelbald von Mercia aus dem Jahr 716, deren Echtheit jedoch fraglich ist, wies ihn als Abt aus. Im selben Jahr soll er am Konzil von Clovesho teilgenommen haben. Zwischen 699 und 717 wurde der Tausch von Ländereien zwischen Ecgwine und König Æthelheard beurkundet. Als Zeuge unterzeichnete Bischof Ecgwine mindestens 18 weitere Urkunden.
Er starb am 30. Dezember 717 eines natürlichen Todes und wurde im Kloster von Evesham beigesetzt. Bald nach seinem Tod wurde er als Heiliger verehrt. 1039 wurden seine Reliquien in einen Schrein umgebettet. Im Jahr 1077 wurden die Reliquien in einer Prozession durch die Region getragen, um Spenden für den Neubau der Klosterkirche zu sammeln. Ikonographisch wird er als Bischof mit einem Fisch und einem Schlüssel dargestellt. Gedenktage sind der 30. Dezember (Todestag), der 10. September und der 11. Januar (Translation der Reliquien).